# Volejbol'nyj klub Zareč'e Odincovo 2009-2010
Questa voce raccoglie le informazioni riguardanti il Volejbol'nyj klub Zareč'e Odincovo nelle competizioni ufficiali della stagione 2009-2010.

## Organigramma societario
Area direttiva
- Presidente: Igor' Parchomeko

Area tecnica
- Allenatore: Vadim Pankov

## Rosa
| N° | Nome                 | Ruolo | Data di nascita  | Nazionalità sportiva |
| -- | -------------------- | ----- | ---------------- | -------------------- |
| 1  | Walewska de Oliveira | C     | 1º ottobre 1979  | Brasile              |
| 2  | Inna Rasdobarina     | L     | 28 aprile 1987   | Russia               |
| 3  | Marija Žadan         | P     | 6 febbraio 1983  | Russia               |
| 4  | Paula Pequeno        | S     | 22 gennaio 1982  | Brasile              |
| 5  | Ekaterina Bogačëva   | C     | 2 gennaio 1990   | Russia               |
| 6  | Dar'ja Stoljarova    | S     | 29 marzo 1990    | Russia               |
| 7  | Svetlana Krjučkova   | L     | 21 febbraio 1985 | Russia               |
| 8  | Anastasija Markova   | C     | 16 ottobre 1987  | Russia               |
| 9  | Ol'ga Fateeva        | S/O   | 4 maggio 1984    | Russia               |
| 10 | Anastasija Šmeleva   | S     | 16 maggio 1985   | Russia               |
| 11 | Tat'jana Košeleva    | S     | 23 dicembre 1988 | Russia               |
| 12 | Elena Lisovskaja     | C     | 10 luglio 1983   | Russia               |
| 14 | Ekaterina Pankova    | P     | 2 febbraio 1990  | Russia               |
| 15 | Dar'ja Gorjaeva      | S     | 9 novembre 1993  | Russia               |
| 16 | Julija Burlakova     | C     | 7 ottobre 1994   | Russia               |

## Statistiche

### Statistiche di squadra
| Competizione     | Punti | In casa | In casa | In casa | In trasferta | In trasferta | In trasferta | Totale | Totale | Totale |
| Competizione     | Punti | G       | V       | P       | G            | V            | P            | G      | V      | P      |
| ---------------- | ----- | ------- | ------- | ------- | ------------ | ------------ | ------------ | ------ | ------ | ------ |
| Superliga        | 39    | 17      | 15      | 2       | 16           | 10           | 6            | 33     | 25     | 8      |
| Coppa di Russia  | -     | 3       | 3       | 0       | 8            | 6            | 2            | 13     | 10     | 3      |
| Champions League | 9     | 5       | 3       | 2       | 5            | 2            | 3            | 10     | 5      | 5      |
| Totale           | -     | 25      | 21      | 4       | 29           | 18           | 11           | 56     | 40     | 16     |

G = partite giocate; V = partite vinte; P = partite perse

### Statistiche dei giocatori
| Giocatore      | Superliga | Superliga | Superliga | Superliga | Superliga | Champions League | Champions League | Champions League | Champions League | Champions League |
| Giocatore      | P         | PT        | AV        | MV        | BV        | P                | PT               | AV               | MV               | BV               |
| -------------- | --------- | --------- | --------- | --------- | --------- | ---------------- | ---------------- | ---------------- | ---------------- | ---------------- |
| E. Bogačëva    | 21        | 83        | 44        | 24        | 15        | 9                | 42               | 28               | 9                | 5                |
| J. Burlakova   | ?         | ?         | ?         | ?         | ?         | ?                | ?                | ?                | ?                | ?                |
| W. de Oliveira | 23        | 238       | 135       | 89        | 14        | 10               | 80               | 53               | 24               | 4                |
| O. Fateeva     | 25        | 354       | 282       | 56        | 16        | 10               | 115              | 90               | 16               | 9                |
| D. Gorjaeva    | ?         | ?         | ?         | ?         | ?         | 1                | 0                | 0                | 0                | 0                |
| T. Košeleva    | 25        | 447       | 363       | 56        | 28        | 9                | 142              | 110              | 22               | 10               |
| S. Krjučkova   | 21        | 1         | 1         | 0         | 0         | 10               | 0                | 0                | 0                | 0                |
| E. Lisovskaja  | 24        | 152       | 85        | 55        | 12        | 8                | 44               | 25               | 17               | 2                |
| A. Markova     | 18        | 47        | 41        | 5         | 1         | 8                | 18               | 17               | 0                | 1                |
| E. Pankova     | 25        | 8         | 0         | 0         | 8         | 9                | 4                | 1                | 1                | 2                |
| P. Pequeno     | 22        | 310       | 269       | 32        | 9         | 10               | 102              | 94               | 8                | 0                |
| I. Rasdobarina | 5         | 0         | 0         | 0         | 0         | 1                | 0                | 0                | 0                | 0                |
| A. Šmeleva     | 17        | 30        | 23        | 7         | 0         | 10               | 37               | 24               | 12               | 1                |
| D. Stoljarova  | 17        | 18        | 15        | 3         | 0         | 0                | 0                | 0                | 0                | 0                |
| M. Žadan       | 25        | 60        | 19        | 15        | 26        | 10               | 18               | 11               | 3                | 4                |

P = presenze; PT = punti totali; AV = attacchi vincenti; MV = muri vincenti; BV = battute vincenti

NB: Non sono disponibili i dati relativi alla Coppa di Russia e quindi i dati relativi all'intera stagione.